# چکاوک گنجشکی پشت‌بلوطی
چکاوک گنجشکی پشت‌بلوطی (نام علمی: Eremopterix leucotis) نام یک گونه از سرده چکاوک‌های گنجشکی است.